# Magnus Svensson (ishockeyspelare)
Lars Magnus Svensson, född 1 mars 1963 i Säby församling i nuvarande Tranås kommun, är en svensk före detta ishockeyspelare som tillbringat större delen av sin hockeykarriär i Leksands IF och har spelat 127 landslagsmatcher för Tre Kronor. 1994-1996 spelade Svensson också i NHL, i Florida Panthers. Svenssons position var högerback. Svensson hade nr 8 i Leksands IF och Tre Kronor. Sedan Magnus Svensson slutade i Leksands IF 2002 har ingen spelare fått använda nr 8. Hans tröja är sedan 2013 hissad i Tegera Arenas tak.

## Tränarkarriär
2008 började han träna Fagerstas a-lag i hockey, FAIK spelar i division 2. Säsongerna 2009/2010 och 2010/2011 var Svensson tränare för Borlänge Hockey som spelar i division 1. I november 2011 ersatte Svensson Ulf Hedberg som tränare för Leksands IF Dam i Riksserien.

## Meriter
- Kopia av Svenska Dagbladets guldmedalj 1987
- Invald i All-Star Team VM 1994
- IIHF direktoratet pris som bäste back 1994
- Vann skytteligan i VM 1994
- Sveriges All-Star Team 1994
- OS-guld 1994
- VM-guld 1987